# Polypedilum brunneicorne
Polypedilum brunneicorne är en tvåvingeart som först beskrevs av Jean-Jacques Kieffer 1911.  Polypedilum brunneicorne ingår i släktet Polypedilum och familjen fjädermyggor. Inga underarter finns listade i Catalogue of Life.